# Ben van Os
Ben van Os, född 1 december 1944 i Haag, död 2 juli 2012 i Haag, var en nederländsk produktionsdesigner och art director. Han har fått ta emot två stycken Oscarsstatyetter för bästa scenografi, detta för sin insats i de båda filmerna Orlando och Flicka med pärlörhänge. Han var även nominerad till att ta emot en BAFTA Award för den sistnämnda filmen, vilket också var för bästa scenografi.

## Filmografi (i urval)
- 1985 – Z00, liv skönhet död
- 1988 – Dränkta i nummerordning
- 1989 – Kocken, tjuven, hans fru och hennes älskare
- 1991 – Prosperos böcker
- 1992 – Orlando
- 1993 – Barnet från Mâcon
- 1993 – Dark Blood (släppt 2012)
- 2001 – The Triumph of Love
- 2003 – Flicka med pärlörhänge
- 2003 – It's All About Love
- 2005 – The Libertine